# Paul Camenisch

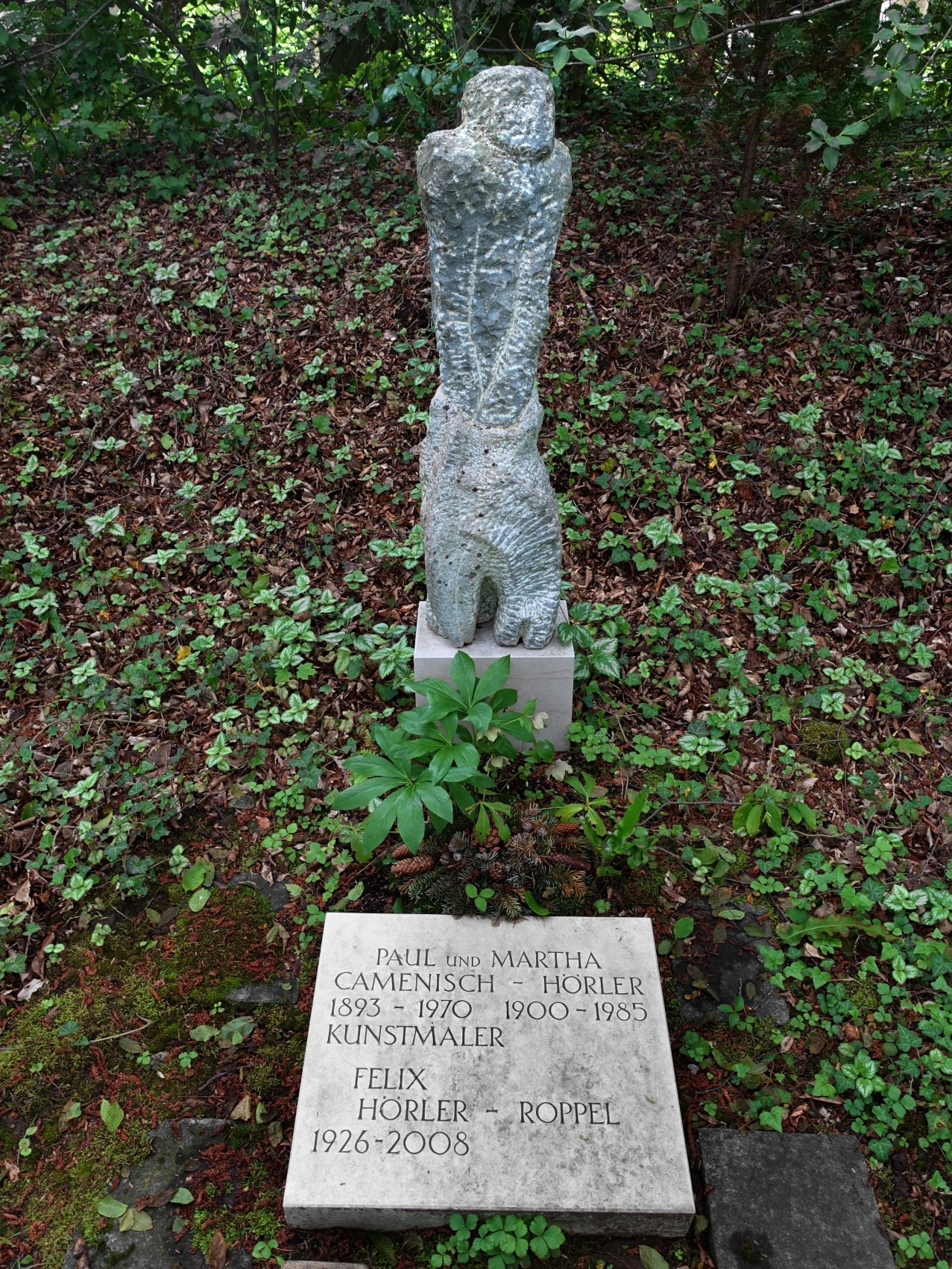
Umělcův hrob na největším hřbitově ve Švýcarsku Friedhof am Hörnli

Paul Camenisch (7. listopadu 1893, Zürich, Švýcarsko – 13. února 1970, Basilej, Švýcarsko) byl švýcarský malíř, architekt a ilustrátor. Byl zakládajícím členem skupiny Rot-Blau. V roce 1937 byla jeho díla spolu s mnoha dalšími vystavena na výstavě Entartete Kunst v Mnichově.

## Život a dílo
V letech 1912 až 1916 studoval architekturu na Spolkové vysoké technické škole v Curychu u Karla Mosera. V letech 1916 až 1919 byl stavebním manažerem v Ostpreussenu, Dánsku a Berlíně. V letech 1919 až 1923 pracoval v různých architektonických firmách. V letech 1921 až 1924 maloval akvarely s fantazijní architektonickou krajinou. V roce 1923 se přestěhoval do kantonu Ticino, aby tam působil jako malíř. Od roku 1924 žil ve Villa Loverciano v obci Castel San Pietro. V roce 1924/25 založil expresionistickou uměleckou skupinu Rot-Blau s Albertem Müllerem a Hermannem Schererem, později také s Wernerem Neuhausem. V roce 1926 se zastavil u Ernsta Ludwiga Kirchnera v Davosu.
Po smrti Scherera a Müllera došlo v roce 1928 ke znovuzaložení skupiny Rot-Blau , zvané také Rot-Blau II, s Hansem Stockerem, Coghufem (Ernst Stocker), Otto Staigerem, Charlesem Hindenlangem a Maxem Sulzbachnerem. V roce 1933 byl jedním ze spoluzakladatelů „Skupiny basilejských umělců 33“, v letech 1936 až 1952 byl jejím prezidentem a v roce 1953 z ní byl vyloučen.
Camenischova díla byla v roce 1937 očerněna na mnichovské výstavě Zvrhlé umění. Zpočátku se orientoval v barvě a formě na Kirchnera, na počátku 30. let se jeho styl od expresionismu odklonil.
Jeho dvě díla jsou ve sbírkách Museo Cantonale d'Arte v Luganu.